# 池田禎孝
池田 禎孝（いけだ よしたか、1962年〈昭和37年〉5月1日 - ）は、日本の政治家。福井県坂井市長（1期）。

## 来歴
福井県立藤島高等学校、慶應義塾大学経済学部卒業。1986年4月に福井県庁に入庁し、県健康福祉部長や嶺南振興局長、県農林水産部長などを務める。2021年12月24日に県を退職し、翌25日には坂井市議会の有志議員らの要請に応える形で2022年4月の坂井市長選挙への立候補を表明。
2022年4月17日の投開票の結果、自由民主党と公明党の推薦を受けた池田が、対立候補に大差をつけて初当選した。同月23日、正式に市長へ就任。